# Велика жупа Врхбосна
Велика жупа Врхбосна (хорв. Velika župa Vrhbosna) — адміністративно-територіальна одиниця Незалежної Держави Хорватії, що існувала з 5 серпня 1941 до 8 травня 1945 на території сучасної Боснії та Герцеговини. Адміністративний центр — Сараєво. Назва жупи походить від однойменної історичної області.
Цивільною адміністрацією у великій жупі керував великий жупан, якого призначав поглавник (вождь) Анте Павелич. Цю посаду зайняв д-р Ісмет-бег Гавран Капетанович.  Із запровадженням регулярної державної адміністрації спершу великим жупаном став давній дисидент (до 1929 р.) Югославської мусульманської організації і ватажок її відділення у Жепче Дервіш Омерович. Із листопада 1943 по листопад 1944 року великим жупаном був Мухамед Куленович.
Велика жупа Врхбосна поділялася на «котарські області» (хорв. kotarske oblasti), названі за їхніми адміністративними центрами:
- Високо (з 5 липня 1944 р., перед тим у великій жупі Лашва-Глаж)
- Власениця  (до 5 липня 1944 р., потім у великій жупі Усора-Солі)
- Вишеград
- Горажде (під назвою «котарська іспостава» (хорв. kotarska ispostava))
- Калиновик (під назвою «котарська іспостава» (хорв. kotarska ispostava))
- Прача (Трново) (під назвою «котарська іспостава» (хорв. kotarska ispostava), припинила існування 28 грудня 1943 р.)
- Рогатиця
- Сараєво
- Сребрениця  (до 5 липня 1944 р., потім у великій жупі Усора-Солі)
- Фойниця (з 5 липня 1944 р., перед тим у великій жупі Лашва-Глаж)
- Фоча
- Чайниче

Крім того, в окрему адміністративну одиницю було виділено місто Сараєво.
З реорганізацією великих жуп у НДХ на підставі Постанови про великі жупи від 5 липня 1944 до великої жупи Врхбосна приєднано райони Фойниця і Високо з розформованої великої жупи Лашва-Глаж, а райони Сребрениця і Власениця відійшли до великої жупи Усора-Солі.